# 894. grenadirski polk (Wehrmacht)
894. grenadirski polk (izvirno nemško 894. Grenadier-Regiment; kratica 894. GR) je bil pehotni polk Heera v času druge svetovne vojne.

## Zgodovina
Polk je bil ustanovljen 15. junija 1943 za potrebe 265. pehotne divizije.
Aprila 1944 je bil preimenovan v 894. trdnjavski grenadirski polk.